# Degenhard von Hellenstein
Degenhard von Hellenstein (* 13. Jahrhundert; † 1307) war von 1303 bis zu seinem Tode (Ende November/Anfang Dezember 1307) Bischof von Augsburg.

## Herkunft
Degenhard war der Sohn des Edelfreien Degenhard von Gundelfingen-Hellenstein und dessen Ehefrau Agnes, Tochter des Grafen Hartmann IV. von Dillingen. Die namensgebende Familienburg lag oberhalb von Heidenheim in Württemberg. Über seine Mutter war er auch Neffe des Grafen Hartmann von Dillingen, der von 1248 bis 1286 als Bischof von Augsburg amtierte. 

## Karriere
Während des Augsburger Pontifikats seines Onkels, Bischof Hartmann, wurde Degenhard in das Augsburger Domkapitel aufgenommen (frühester Nachweis für seine Mitgliedschaft: 26. April 1277). Neben dem Domkanonikat bekleidete er das  Amt eines Archidiakons (belegt zwischen 1283 und 1289) und des Propstes der Augsburger Stiftskirche St. Moritz (1285–1303). Innerhalb des Augsburger Domkapitels avancierte er spätestens im Vorjahr seiner Bischofswahl zum Dompropst. Seine Wahl zum Augsburger Bischof als Nachfolger des verstorbenen Wolfhard von Roth erfolgte Ende April/Anfang Mai 1303.

## Pontifikat
Degenhard führte das Bistum Augsburg relativ konfliktfrei, indem er die historisch gewachsenen Interessen der verschiedenen Institutionen und Gruppen respektierte. Mit Güterschenkungen oder Übereignung von Rechten förderte er u. a. die Deutschordenskommende Donauwörth, das Zisterzienserkloster Stams und das Augsburger Domkapitel. Bei Streitfällen zwischen Bistumsangehörigen hatte er als Schlichter Erfolg. Als Reichsfürst trat er nicht deutlich in Erscheinung.